# Vapor Trails
Vapor Trails (en español: Estelas de Vapor) es el título del decimoséptimo álbum grabado en estudio por la agrupación canadiense de rock progresivo Rush lanzado el 14 de mayo de 2002, siendo la primera grabación en estudio que la banda realizó en casi seis años. Con el álbum en directo lanzado anteriormente ("Different Stages"), Rush cerró un capítulo de su historia, después del cual la banda atravesó dificultades emocionales, principalmente a raíz de sucesos en la vida personal de Neil Peart. Con Vapor Trails, la banda regresa a la vida artística, reinventándose nuevamente.
Rush es históricamente conocido por cambios en su estilo musical con propósitos definidos; tanto para definir el estilo de cada álbum individualmente así como para cada etapa creativa de la banda. Vapor Trails trajo un cambio en muchos aspectos fundamentales del sonido de Rush: por primera vez desde el álbum "Caress of Steel", de 1975, la banda no utilizó sintetizadores para la grabación de un álbum. Adicionalmente, la guitarra es predominantemente armónica en lugar de melódica: no se escuchan solos ni efectos procesados. En lugar de eso, el sonido del álbum se apoya fuertemente en guitarras rítmicas con distorsión tradicional y grabación de la voz, guitarra e incluso el bajo en varias pistas simultáneas, brindándole un tono más oscuro como resultado total.
Vapor Trails fue un replanteamiento dramático de la propuesta fundamental de Rush, de una manera muy similar al momento histórico vivido por la banda a principios de los años 80, demostrando que nuevamente Lee, Lifeson y Peart se trazaron una nueva dirección, aun cuando todavía se pueden escuchar compases extraños como por ejemplo en Freeze, donde se alterna entre 6/4, 5/4 y 4/4, sugiriendo que aún explorando nuevas tendencias, Rush mantuvo su esencia progresiva.

## Lista de canciones
1. "One Little Victory" (5:08)
2. "Ceiling Unlimited" (5:28)
3. "Ghost Rider" (5:41)
4. "Peaceable Kingdom" (5:23)
5. "The Stars Look Down" (4:28)
6. "How It Is" (4:05)
7. "Vapor Trail" (4:57)
8. "Secret Touch" (6:34)
9. "Earthshine" (5:38)
10. "Sweet Miracle" (3:40)
11. "Nocturne" (4:49)
12. "Freeze" (Part IV of "Fear") (6:21)
13. "Out of the Cradle" (5:03)

## Músicos
- Geddy Lee: Voz y bajo
- Alex Lifeson: Guitarras eléctricas y acústicas, Mandolina
- Neil Peart: Batería

## Hitos
- El álbum llegó al puesto número 6 de la lista de popularidad "Billboard 200" en 2002.
- Tanto la versión original como una edición instrumental de One Little Victory están incluidas en la banda sonora del videojuego Need for Speed 2: Hot Pursuit.
- La letra del tema Peaceable Kingdom está inspirada en el atentado contra las Torres Gemelas del World Trade Center en Nueva York.

- Datos: Q581984